# Cucullia khorassana
Cucullia khorassana là một loài bướm đêm trong họ Noctuidae.